# Церковь Святого Иосифа (Рубежевичи)
Церковь Святого Иосифа (бел. Касцёл Святога Іосіфа) — католический храм в агрогородке Рубежевичи, Минская область, Белоруссия. Относится к Рубежевичскому деканату Минско-Могилёвского архидиоцеза. Памятник архитектуры, построен в 1907—1911 годах в неоготическом стиле, включён в Государственный список историко-культурных ценностей Республики Беларусь (код 612Г000621).

## История
После подавления Польского восстания 1863 года множество католических костёлов на территории современной Беларуси было отобрано царским правительством у Католической церкви и передано православным, в том числе и деревянная церковь 1799 года постройки в деревне Рубежевичи (не сохранилась).
Многократные просьбы верующих разрешить им постройку нового здания долгое время оставались без ответа, только в 1905 году после выхода Указа об укреплении начал веротерпимости строительство было разрешено. Каменная церковь в неоготическом стиле была возведена в 1907—1911 годах на северной окраине деревни, на холме.

## Архитектура
Рубежевичский католический храм — памятник архитектуры неоготики. К основному прямоугольному в плане объёму, накрытому высокой двускатной крышей с восточной стороны примыкает более низкая полукруглая апсида и две симметричные боковые ризницы. По бокам главного фасада возвышаются две мощные 45-метровые трёхъярусные башни-колокольни, укрепленные по углам ступенчатыми контрфорсами и завершённые остроконечными шатрами. Между башнями расположен зубчатый фронтон с круглым витражным окном-розой в центре и латинским крестом.
Внутреннее пространство разделено восьмигранными колоннами на высокий центральный и более низкие боковые нефы, перекрытые стрельчатыми сводами.
В интерьере храма выделяются главный алтарь (Вильно, 1935 год) с бронзовой статуей Иисуса Христа. Икона Божией Матери Остробрамской, по преданию, подарена приходу Бенигной Волосевич (матерью Янки Купалы). Статуя св. Антония один из самых старых предметов интерьера, перенесена в новое здание из старого костёла. Орган приобретен в 1928 году в Вильно, имеет 20 регистров, 820 труб.
Колокола на звонницах отлиты различными польскими мастерами в 1920-х годах, каменная ограда храма построена в 1924 году.